# Amorphotheca resinae
Amorphotheca resinae Parbery, Aust. J. Bot. 17: 340 (1969) è un fungo ascomicete conosciuto come fungo del cherosene o del creosoto per la sua capacità di crescere su una varietà di substrati inospitali, tra cui cherosene, legno trattato con conservanti, metalli pesanti, resina di conifere, bitume ed asfalto.

## Descrizione della specie
Le colonie di questo fungo crescono fino a 2-3 mm di diametro in un periodo di dieci giorni in coltura a 20 °C su agar agar. 
Essa sono di colore che va dal grigio pallido al marrone oliva quando viste da sopra e di colore marrone-oliva scuro sul retro.
Lo stato anamorfico di A. resinae è polimorfico ed è costituito da una serie di morfotipi geneticamente instabili compresi tra due forme estreme: A. resinae  f. avellaneum e A. resinae f. resinae. In tutti i morfotipi i conidiofori sono spessi 3-6 µm.  La forma dominante, f. avellaneum, è caratterizzata da catene a breve diramazione di 2-3 blastoconidi che emergono a triplette dalla diramazione principale. I conidiofori variano notevolmente in lunghezza, da 30 µm 1250 µm; quelli della f. resinae sono più lunghi, e meno variabili in lunghezza, rispetto a quelli della f. avellaneum (1000-2000 µm). Questo morfotipo, rispetto al primo, è composto da una lunga catena di 20 o più blastospores, con pochissime diramazioni laterali. 
Gli ascocarpi maturi del teleomorfo sono costituiti da peridi sclerotoidi neri, con diametro di 500-1000 µm, ciascuno dei quali racchiude una cavità piena di ascospore libere. Nelle colture in agar, questi ascocarpi si trovano di solito dentro il substrato sotto il micelio vegetativo.

## Caratteristiche
L'A. resinae ha la capacità di bonificare suoli contaminati da insetticidi, come il DDT, è associato alla biodegradazione di prodotti petroliferi e, producendo biosurfattanti, può essere utilizzato come alternativa ai detergenti chimici.

## Sinonimi e binomi obsoleti
- Cladosporium avellaneum G.A. de Vries, Contrib. Knowledge of the Genus Cladosporium Link ex Fries: 56 (1952)
- Cladosporium avellaneum f. albidum G.A. de Vries, Contrib. Knowledge of the Genus Cladosporium Link ex Fries: 56 (1952)
- Cladosporium resinae (Lindau) G.A. de Vries, Antonie van Leeuwenhoek 21: 167 (1955)
- Cladosporium resinae f. albidum (G.A. de Vries) G.A. de Vries, Leeuwenhoek ned. Tidjdschr. 21(2): 167 (1955)
- Cladosporium resinae f. avellaneum (G.A. de Vries) G.A. de Vries, Leeuwenhoek ned. Tidjdschr. 21: 167 (1955)
- Hormoconis resinae (Lindau) Arx & G.A. de Vries, in von Arx, Verh. K. ned. Akad. Wet., 2 Sectie 61(4): 62 (1973)
- Hormodendrum resinae Lindau, in Rabenhorst, Mem. Mat. Fis. Soc. Ital. Sci. Modena, Pt. Mem. Fis. 8: 699 (1906)